# 天主教努瓦克肖特教區
天主教努瓦克肖特教區（拉丁語：Dioecesis Nuakchottensis）是羅馬天主教會在非洲毛里塔尼亞、直屬教廷的一個教區。1965年12月18日升為教區。
教區範圍包括毛里塔尼亞全國，教座位於首都努瓦克肖特。2004年有教友4,500人（佔轄區人口0.1%），十名司鐸、六個堂區。現任教區主教為馬爾定·哈佩。